# Jeff F. King
Pour les articles homonymes, voir Jeff King (homonymie) et King.
Jeff F. King (parfois crédité simplement Jeff King) est un scénariste canadien, auteur de comics, producteur de télévision et réalisateur de films.

## Biographie
Il a été codirecteur (1994-95) puis producteur exécutif (1995-96) de la série télévisée canadienne Un tandem de choc et a été le corécipiendaire de trois prix Gemini. Il a ensuite travaillé en tant que producteur de la série télévisée de CBS  EZ Rues et en tant que coproducteur exécutif de Stargate SG-1. Ses autres émissions de télévision comprennent Star Trek: Deep Space Nine, Modèles Inc., Chasseur de reliques, Étrange Jours à Blake Holsey Haut, Mutant X, Dinosapien et Col Blanc.
Comme auteur de comics, il a créé le personnage Telos dans les séries Convergence de DC Comics.